# Habrocidaris scutata
Habrocidaris scutata är en sjöborreart. Habrocidaris scutata ingår i släktet Habrocidaris och familjen Arbaciidae. Inga underarter finns listade i Catalogue of Life.